# Tenis en Kazajistán
El tenis en Kazajistán ha destacado principalmente en la década de 2010's con 5 tenistas en el Top 100, y Andrey Golubev y Mikhail Kukushkin ganando los primeros títulos para su país. A nivel de equipo, el Equipo de Copa Davis de Kazajistán ha alcanzado 5 veces los cuartos de final; en 2011, 2013, 2014, 2015, y 2018.

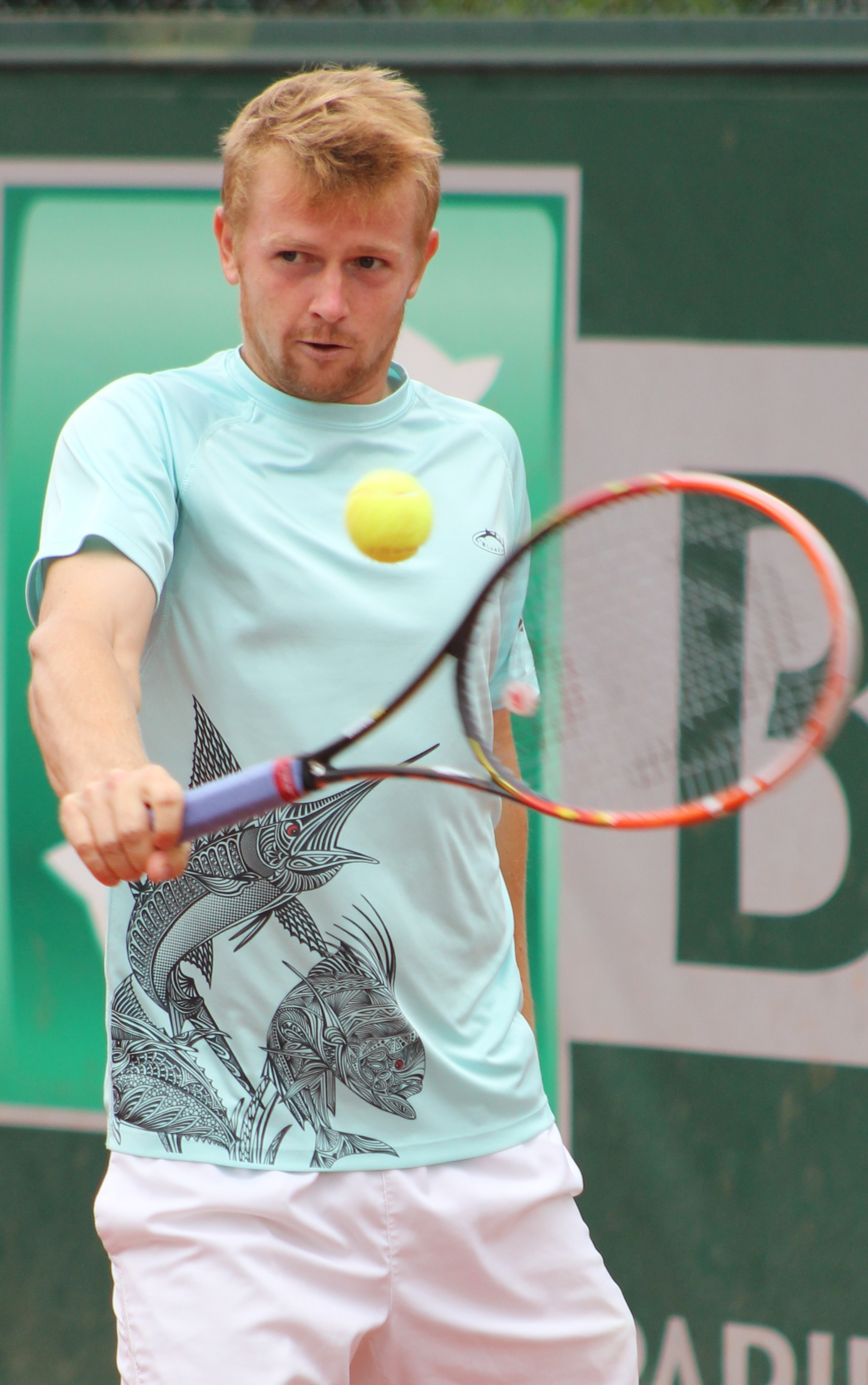
Andrey Golubev

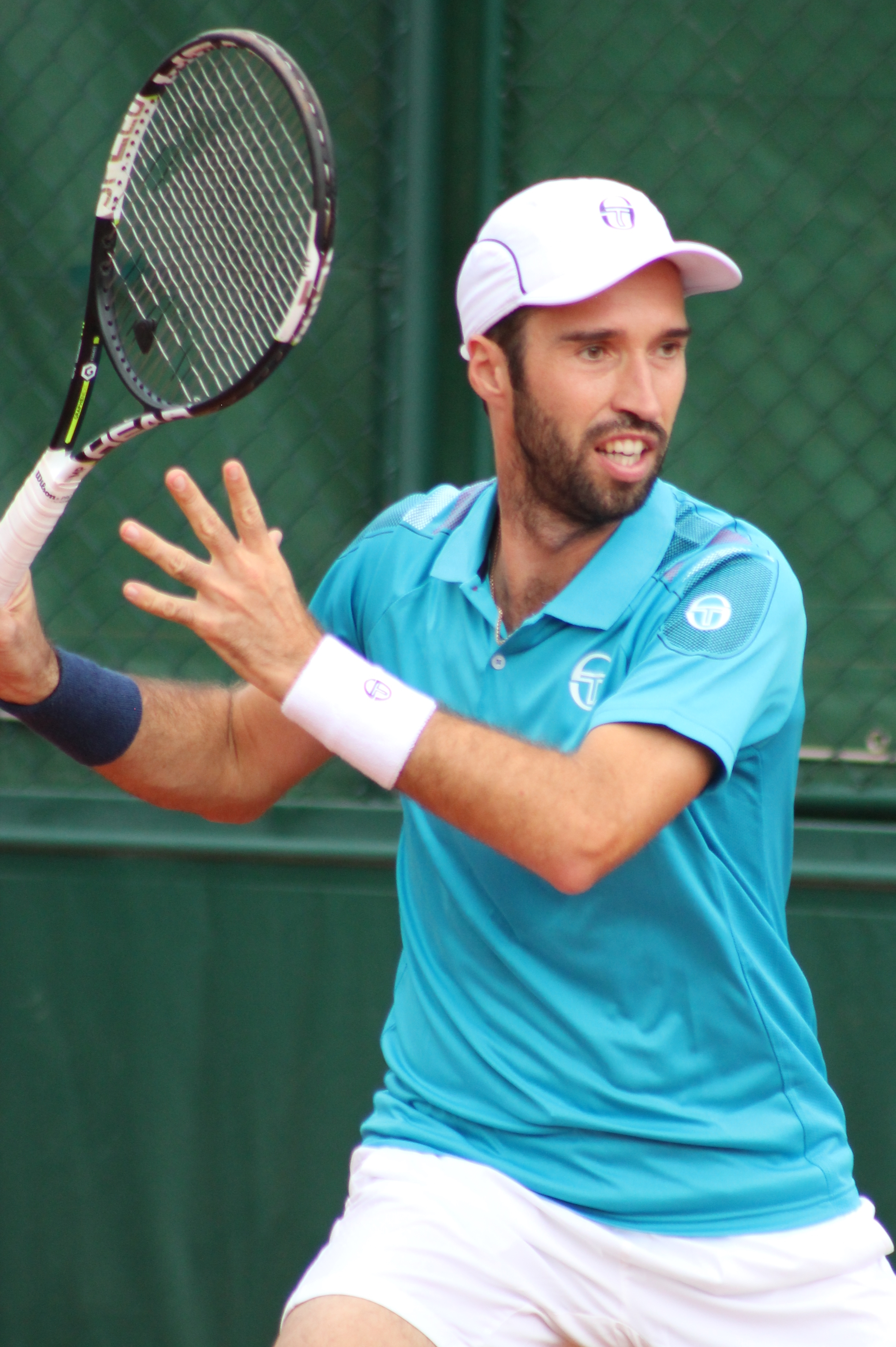
Mikhail Kukushkin

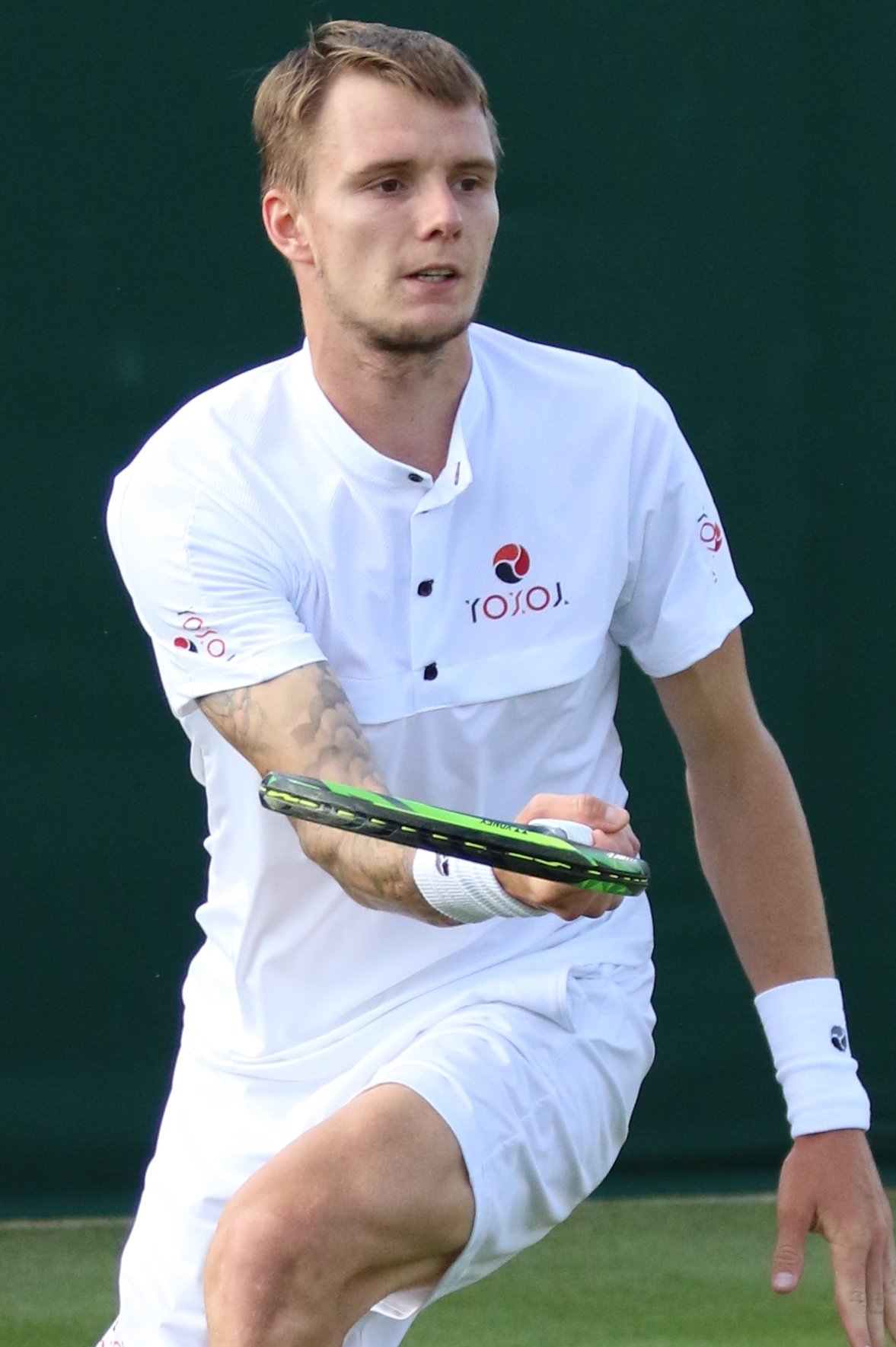
Alexander Bublik

## Mejores en el ranking ATP en individuales masculino
Tenistas que han alcanzado el Top 100 del ranking ATP.
| Singlista            | Mejor posición | Año  | Títulos |
| -------------------- | -------------- | ---- | ------- |
| Alexander Bublik     | 18.º           | 2024 | 4       |
| Andrey Golubev       | 33.°           | 2010 | 1       |
| Mikhail Kukushkin    | 39.°           | 2019 | 1       |
| Alexander Shevchenko | 45.°           | 2024 | 0       |
| Evgeny Korolev       | 46.º           | 2010 | 0       |
| Aleksandr Nedovyesov | 72.°           | 2014 | 0       |